# Rhytidoponera chalybaea

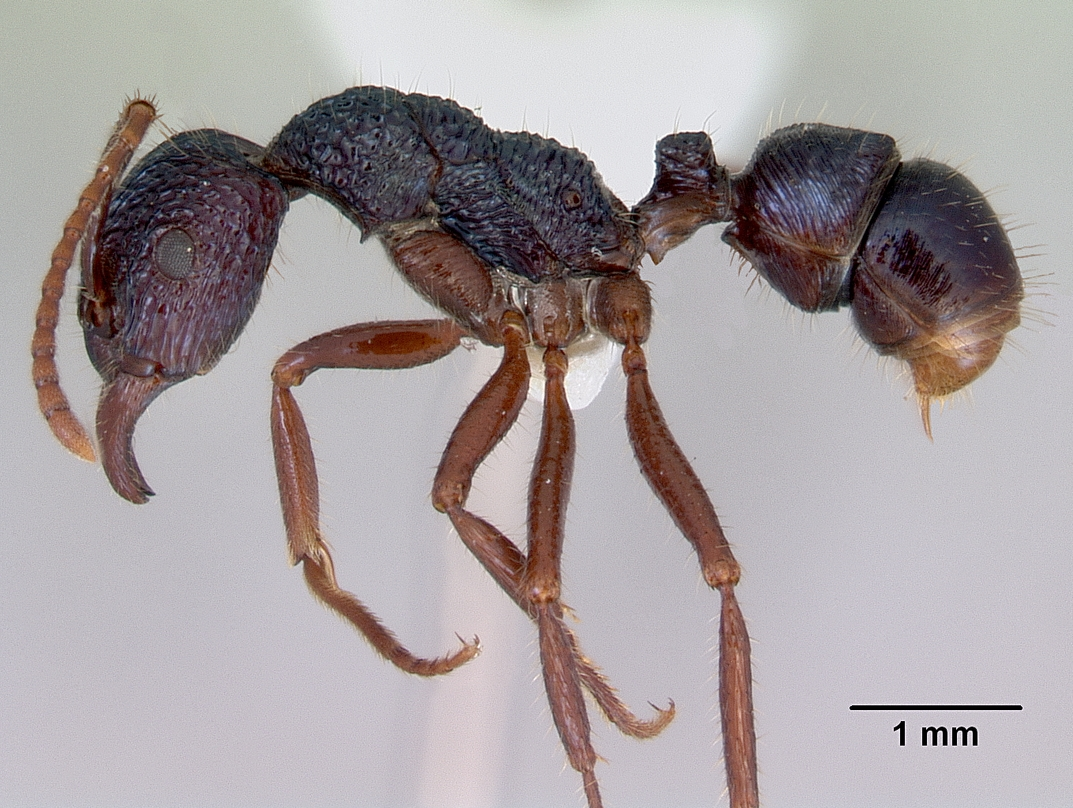
Rhytidoponera chalybaea

Rhytidoponera chalybaea  (лат.) (англ. Blue pony ants) — вид мелких тропических муравьёв. Относятся к группе видов Rhytidoponera impressa group (Ward, 1980).

## Описание
Длина тела около 6—7 мм. Мезосома с небольшим седловидной вогнутостью в профиль. Имеют синеватый блестящий оттенок в окраске, сходную с таковой у ос-блестянок. Гнездятся в почве. В колониях обычно менее 250 муравьёв (Taylor, 1961).

## Распространение
Австралия. Интродуцированы на Северный остров Новой Зеландии.

## Синонимия
- Rhytidoponera impressa var. chalybaea Emery, 1901
- Ectatomma (Rhytidoponera) cyrus Forel